# (100925) 1998 LV3
(100925) 1998 LV3 es un asteroide perteneciente al cinturón de asteroides, región del sistema solar que se encuentra entre las órbitas de Marte y Júpiter, descubierto el 1 de junio de 1998 por Eric Walter Elst desde el Observatorio de La Silla, Chile.

## Designación y nombre
Designado provisionalmente como 1998 LV3.

## Características orbitales
1998 LV3 está situado a una distancia media del Sol de 2,346 ua, pudiendo alejarse hasta 2,931 ua y acercarse hasta 1,761 ua. Su excentricidad es 0,249 y la inclinación orbital 3,829 grados. Emplea 1312,77 días en completar una órbita alrededor del Sol.

## Características físicas
La magnitud absoluta de 1998 LV3 es 15,6.